# Siversk
Siversk (ukrainsk: Сі́верськ; russisk: Се́верск; indtil 1973: Jama [Я́ма]) er en by i Bakhmut rajon af Donetsk oblast (provins) i Ukraine beliggende 99 km nord for Donetsk. Byen har en befolkning på omkring 1000 (2023).
Der er nogle industrivirksomheder beliggende i rajonen, især teglværket Stroidetal. Siversk er en tidligere sovkhos (sovjetisk kollektivlandbrug ) ved navn Yamskyi.  Byen blev grundlagt i 1913 på grund af driften af dolomitminen nær jernbanestationen Yama, der blev bygget i 1910. Byen fik bystatus i 1961 og blev omdøbt til Siversk i 1973.
Den 10. juli 2014 sikrede ukrainske styrker angiveligt byen fra pro-russiske separatister.
Siden slutningen af maj 2022 har Siversk været en krigsskueplads i Ukraine-krigen.

## Galleri
- Floden Bakhmutka nær Siversk
- Siversk dolomitmine